# District de Cẩm Giàng
Cẩm Giàng est un district de la  Province de Hải Dương dans la région du delta du Fleuve Rouge au Vietnam.

## Présentation
Il a une superficie de 109 km2. Sa capitale est Lai Cach.
En 2003 la population du district est de 121 298 habitants.